# Aubry-du-Hainaut
Aubry-du-Hainaut is een gemeente in het Franse Noorderdepartement (Frans: département du Nord) (regio Hauts-de-France). De gemeente telde op 1 januari 2022 1.715 inwoners en maakt deel uit van het arrondissement Valenciennes.

## Geografie
De oppervlakte van Aubry-du-Hainaut bedroeg op 1 januari 2022 4,32 vierkante kilometer; de bevolkingsdichtheid was toen 397 inwoners per km².

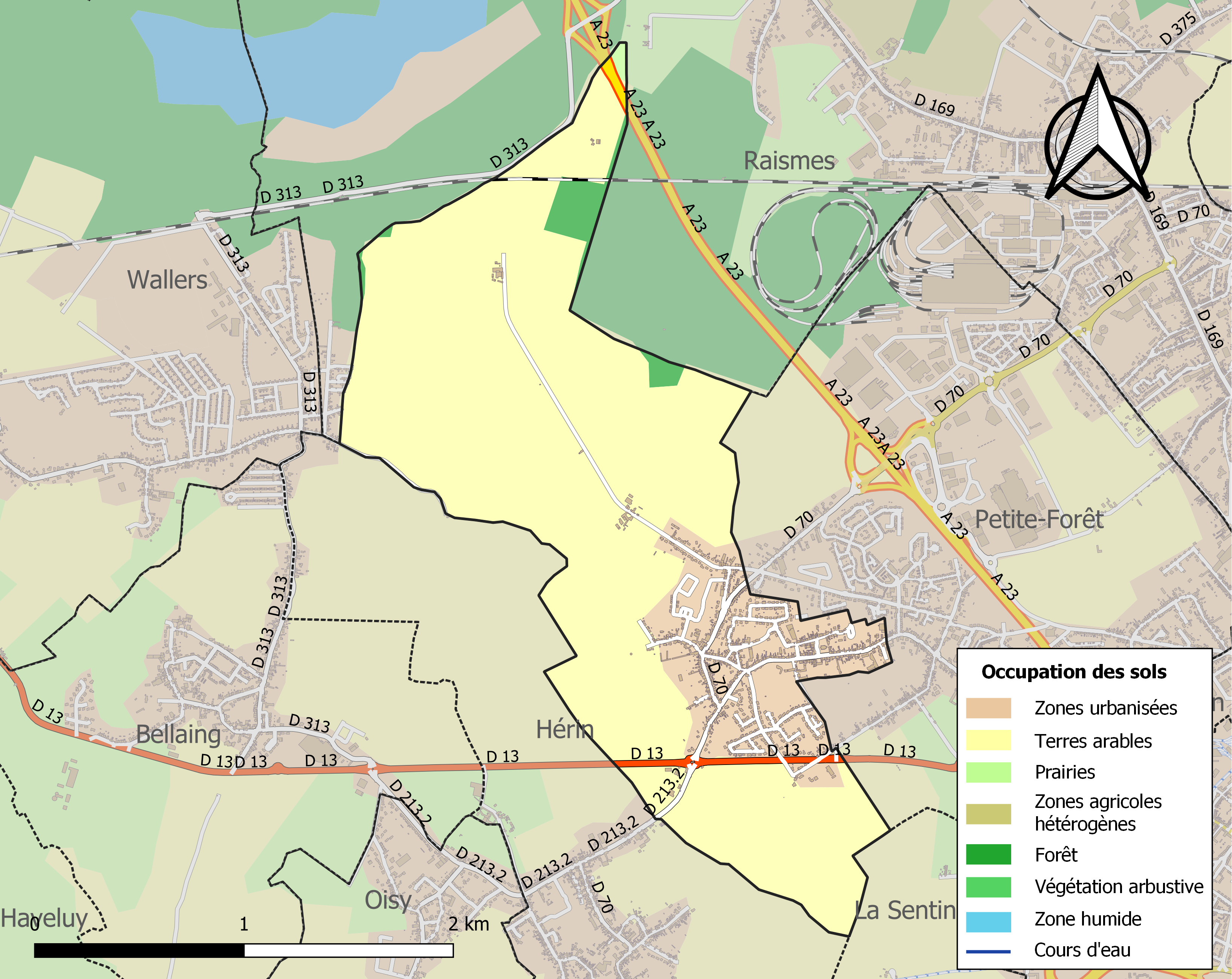
Kaart van de gemeente met belangrijkste infrastructuur, bodemgebruik en omliggende gemeenten

## Geschiedenis
De gemeente heette vroeger kortweg Aubry. De naam werd in 1966 uitgebreid tot Aubry-du-Hainaut.

## Bezienswaardigheden
- De Église Sainte-Marie-Madeleine
- Het kasteel van Aubry werd opgetrokken in 1526, op de plaats van een klein 12de-eeuws versterkt feodaal kasteel.
- Van de Moulin Lequimme, een bakstenen ronde stenen molen van het type grondzeiler, die in 1913 werd stilgelegd, rest nog de ruïne van de molenromp.

## Demografie
Onderstaande figuur toont het verloop van het inwonertal (bron: INSEE-tellingen).